# السعيدة (ولاية منوبة)

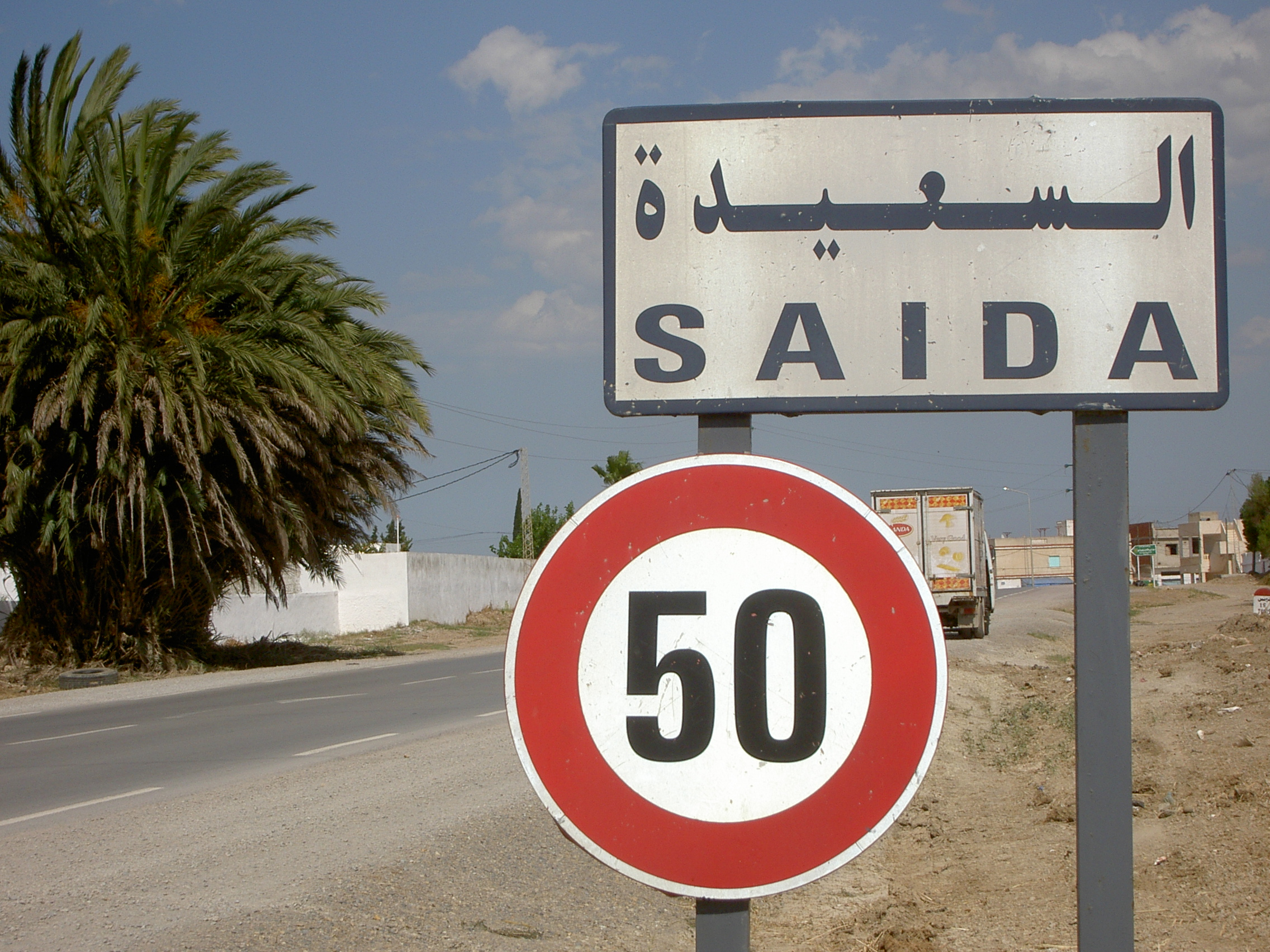
السعيدة

السعيدة إحدى مدن الجمهورية التونسية، تقع في معتمدية وادي الليل من ولاية منوبة، على بعد 17 كم غربي مدينة تونس على الطريق الوطنية رقم 7. ترقيمها البريدي هو 2031.